# Super League 2024-2025
La Super League 2024-2025, nota come Credit Suisse Super League 2024-2025 per motivi di sponsorizzazione, è stata la 128ª edizione della massima divisione del campionato svizzero di calcio, la 22ª edizione sotto l'attuale denominazione. Il campionato è iniziato il 20 luglio 2024 ed è finito il 24 maggio 2025. 
La squadra campione in carica era lo Young Boys. Il titolo è stato vinto dal Basilea per la 21ª volta.

## Stagione

### Novità
Dalla Super League 2023-2024 è stato retrocesso in cadetteria lo Stade Lausanne-Ouchy, classificatosi all'ultimo posto, mentre dalla Challenge League 2023-2024 è stato promosso il Sion, vincitore della competizione.

### Formato
La Swiss Football League ha annunciato regole e date della competizione il 5 dicembre 2023.
Le 12 squadre partecipanti giocano un girone all'italiana con partite di andata, ritorno e andata, per un totale di 33 giornate, che si concluderanno il 21 aprile 2025. Al termine di esse il campionato è diviso in due gironi, ognuno da sei squadre, che giocano sola andata per un totale di 5 ulteriori giornate.
La prima classificata del girone scudetto è campione di Svizzera e si qualifica per la UEFA Champions League 2025-2026 insieme con la seconda, mentre la terza si qualifica per la UEFA Europa League 2025-2026 e la quarta per la UEFA Europa League 2025-2026. L'ultima classificata del girone retrocessione è invece retrocessa in Challenge League, mentre la penultima gioca uno spareggio promozione/retrocessione per la permanenza in massima serie.

## Squadre partecipanti
| Club         | Stagione | Città             | Stadio                            | Stagione precedente                    |
| ------------ | -------- | ----------------- | --------------------------------- | -------------------------------------- |
| Basilea      | dettagli | Basilea           | St. Jakob-Park                    | 8º posto in Super League               |
| Grasshoppers | dettagli | Zurigo            | Stadio Letzigrund                 | 11º posto in Super League              |
| Losanna      | dettagli | Losanna           | Stade de la Tuilière              | 10º posto in Super League              |
| Lucerna      | dettagli | Lucerna           | Swissporarena                     | 7º posto in Super League               |
| Lugano       | dettagli | Lugano            | Stadio di Cornaredo               | 2º posto in Super League               |
| San Gallo    | dettagli | San Gallo         | Kybunpark                         | 5º posto in Super League               |
| Servette     | dettagli | Ginevra           | Stade de Genève                   | 3º posto in Super League               |
| Sion         | dettagli | Sion              | Stade de Tourbillon               | 1º posto in Challenge League, promosso |
| Winterthur   | dettagli | Winterthur        | Stadion Schützenwiese             | 6º posto in Super League               |
| Young Boys   | dettagli | Berna             | Stade de Suisse                   | 1º posto in Super League               |
| Yverdon      | dettagli | Yverdon-les-Bains | Stade Municipal Yverdon-les-Bains | 9º posto in Super League               |
| Zurigo       | dettagli | Zurigo            | Stadio Letzigrund                 | 4º posto in Super League               |

## Allenatori e primatisti
| Squadra      | Allenatore                                                          | Calciatore più presente                                 | Cannoniere                        |
| ------------ | ------------------------------------------------------------------- | ------------------------------------------------------- | --------------------------------- |
| Basilea      | Fabio Celestini                                                     | Léo Leroy, Marwin Hitz, Anton Kade, Bénie Traoré (36)   | Xherdan Shaqiri (18)              |
| Grasshoppers | Marco Schällibaum (1ª-13ª) Giuseppe Morello (14ª) Tomas Oral (15ª-) | Ayumu Seko, Justin Hammel (37)                          | Nikolas Muci (7)                  |
| Losanna      | Ludovic Magnin                                                      | Morgan Poaty, Teddy Okou (37)                           | Alvyn Sanches (12)                |
| Lucerna      | Mario Frick                                                         | Pascal Loretz, Lars Villiger, Aleksandar Stanković (38) | Thibault Klidje (10)              |
| Lugano       | Mattia Croci-Torti                                                  | Anto Grgić (36)                                         | Anto Grgić (9)                    |
| San Gallo    | Enrico Maaßen                                                       | Lawrence Ati-Zigi (38)                                  | Willem Geubbels (14)              |
| Servette     | Thomas Häberli                                                      | Miroslav Stevanović (38)                                | Dereck Kutesa (15)                |
| Sion         | Didier Tholot                                                       | Ali Kabacalman, Ilyas Chouaref (37)                     | Benjamin Kololli (8)              |
| Winterthur   | Ognjen Zarić (1ª-18ª) Uli Forte (19ª-)                              | Matteo Di Giusto (38)                                   | Matteo Di Giusto (8)              |
| Young Boys   | Patrick Rahmen (1ª-9ª) Joël Magnin (10ª-18ª) Giorgio Contini (19ª-) | Filip Ugrinić (36)                                      | Christian Fassnacht (11)          |
| Yverdon      | Alessandro Mangiarratti (1ª-18ª) Paolo Tramezzani (19ª-)            | Paul Bernardoni (38)                                    | Marley Aké (7)                    |
| Zurigo       | Ricardo Moniz                                                       | Yanick Brecher (38)                                     | Juan José Perea, Steven Zuber (7) |

## Stagione regolare

### Classifica finale
|  | Pos. | Squadra      | Pt | G  | V  | N  | P  | GF | GS | DR  |
|  | ---- | ------------ | -- | -- | -- | -- | -- | -- | -- | --- |
|  | 1.   | Basilea      | 61 | 33 | 18 | 7  | 8  | 72 | 32 | +40 |
|  | 2.   | Servette     | 55 | 33 | 15 | 10 | 8  | 52 | 43 | +9  |
|  | 3.   | Young Boys   | 53 | 33 | 15 | 8  | 10 | 49 | 42 | +7  |
|  | 4.   | Lucerna      | 51 | 33 | 14 | 9  | 10 | 61 | 51 | +10 |
|  | 5.   | Lugano       | 49 | 33 | 14 | 7  | 12 | 48 | 47 | +1  |
|  | 6.   | Losanna      | 47 | 33 | 13 | 8  | 12 | 52 | 44 | +8  |
|  | 7.   | San Gallo    | 47 | 33 | 12 | 11 | 10 | 46 | 43 | +3  |
|  | 8.   | Zurigo       | 47 | 33 | 13 | 8  | 12 | 44 | 48 | -4  |
|  | 9.   | Sion         | 36 | 33 | 9  | 9  | 15 | 41 | 51 | -10 |
|  | 10.  | Grasshoppers | 33 | 33 | 7  | 12 | 14 | 35 | 46 | -11 |
|  | 11.  | Yverdon      | 33 | 33 | 8  | 9  | 16 | 33 | 57 | -24 |
|  | 12.  | Winterthur   | 30 | 33 | 8  | 6  | 19 | 32 | 61 | -29 |

Legenda:
      Ammessa al Gruppo Champions.
      Ammessa al Gruppo Retrocessione.
Note:
Tre punti a vittoria, uno a pareggio, zero a sconfitta.
In caso di arrivo di due o più squadre a pari punti, la graduatoria verrà stilata in base ai seguenti criteri:
- Differenza reti generale.
- Reti realizzate in generale.
- Differenza reti negli scontri diretti.
- Maggior numero di reti in trasferta.
- Sorteggio.

## Risultati

### Tabellone

#### Primo e secondo turno
|              | BAS | GCZ | LS  | LUZ | LUG | SG  | SFC | SIO | WIN | YB  | YS  | FCZ |
| ------------ | --- | --- | --- | --- | --- | --- | --- | --- | --- | --- | --- | --- |
| Basilea      | ——— | 0-1 | 1-1 | 2-1 | 1-2 | 2-1 | 3-1 | 4-1 | 5-0 | 1-0 | 2-0 | 0-2 |
| Grasshoppers | 0-3 | ——— | 2-2 | 2-2 | 1-1 | 1-2 | 2-2 | 3-1 | 1-1 | 0-0 | 1-1 | 1-2 |
| Losanna      | 3-2 | 3-0 | ——— | 0-0 | 1-2 | 3-4 | 1-0 | 1-0 | 2-0 | 1-2 | 3-1 | 3-0 |
| Lucerna      | 1-0 | 2-0 | 2-2 | ——— | 1-4 | 2-0 | 1-2 | 1-0 | 3-0 | 1-1 | 2-3 | 3-1 |
| Lugano       | 2-2 | 2-1 | 1-4 | 2-3 | ——— | 1-1 | 3-1 | 3-2 | 2-1 | 2-0 | 2-0 | 4-1 |
| San Gallo    | 1-1 | 1-0 | 3-2 | 2-3 | 2-1 | ——— | 1-1 | 1-1 | 2-2 | 4-0 | 0-0 | 4-1 |
| Servette     | 0-6 | 1-1 | 1-0 | 2-2 | 3-0 | 1-1 | ——— | 3-0 | 1-1 | 3-1 | 3-2 | 1-1 |
| Sion         | 1-1 | 0-1 | 4-0 | 4-2 | 0-0 | 2-2 | 3-3 | ——— | 2-0 | 3-1 | 1-1 | 0-2 |
| Winterthur   | 1-6 | 1-0 | 1-0 | 3-4 | 2-3 | 1-0 | 0-1 | 1-3 | ——— | 1-4 | 0-0 | 0-2 |
| Young Boys   | 3-2 | 0-1 | 1-1 | 2-1 | 2-1 | 3-1 | 2-1 | 1-2 | 0-0 | ——— | 6-1 | 2-2 |
| Yverdon      | 1-4 | 2-1 | 0-3 | 0-1 | 2-0 | 1-0 | 0-0 | 0-1 | 3-0 | 2-2 | ——— | 0-2 |
| Zurigo       | 0-1 | 1-1 | 2-0 | 1-1 | 1-1 | 0-2 | 1-3 | 1-0 | 4-2 | 0-0 | 1-0 | ——— |

#### Terzo turno
|              | BAS | GCZ | LS  | LUZ | LUG | SG  | SFC | SIO | WIN | YB  | YS  | FCZ |
| ------------ | --- | --- | --- | --- | --- | --- | --- | --- | --- | --- | --- | --- |
| Basilea      | ——— | 2-1 | 1-1 | -   | 2-0 | -   | -   | 2-0 | -   | 1-2 | 5-0 | -   |
| Grasshoppers | -   | ——— | -   | 3-1 | -   | -   | 1-2 | 1-1 | 0-1 | 1-0 | -   | 1-2 |
| Losanna      | -   | 2-2 | ——— | 1-4 | 2-0 | -   | 0-1 | 2-0 | -   | -   | 4-1 | -   |
| Lucerna      | 1-1 | -   | -   | ——— | -   | 1-1 | -   | 2-1 | 3-2 | 5-0 | -   | -   |
| Lugano       | -   | 1-1 | -   | 2-0 | ——— | 1-1 | 0-2 | -   | 2-1 | -   | -   | 0-3 |
| San Gallo    | 2-2 | 3-1 | 0-2 | -   | -   | ——— | 1-0 | 1-0 | -   | -   | -   | -   |
| Servette     | 2-1 | -   | -   | 2-1 | -   | -   | ——— | -   | 3-1 | 0-1 | 2-3 | -   |
| Sion         | -   | -   | -   | -   | 2-1 | -   | 1-1 | ——— | 1-2 | -   | 1-1 | 2-1 |
| Winterthur   | 0-2 | -   | 1-0 | -   | -   | 4-0 | -   | -   | ——— | 1-0 | -   | 0-0 |
| Young Boys   | -   | -   | 3-0 | -   | 1-0 | 1-0 | -   | 5-1 | -   | ——— | 1-1 | 2-1 |
| Yverdon      | -   | 1-2 | -   | 2-2 | 0-2 | 1-0 | -   | -   | 2-1 | -   | ——— | -   |
| Zurigo       | 0-4 | -   | 2-2 | 3-2 | -   | 1-2 | 1-3 | -   | -   | -   | 2-1 | ——— |

## Seconda fase
Le squadre cominciano la seconda fase con gli stessi punti conquistati nella stagione regolare.

### Gruppo Champions

#### Classifica
|  | Pos. | Squadra    | Pt | G  | V  | N  | P  | GF | GS | DR  |
|  | ---- | ---------- | -- | -- | -- | -- | -- | -- | -- | --- |
|  | 1.   | Basilea    | 73 | 38 | 22 | 7  | 9  | 91 | 43 | +48 |
|  | 2.   | Servette   | 63 | 38 | 17 | 12 | 9  | 64 | 55 | +9  |
|  | 3.   | Young Boys | 61 | 38 | 17 | 10 | 11 | 60 | 49 | +11 |
|  | 4.   | Lugano     | 54 | 38 | 15 | 9  | 14 | 55 | 58 | -3  |
|  | 5.   | Losanna    | 53 | 38 | 14 | 11 | 13 | 62 | 54 | +8  |
|  | 6.   | Lucerna    | 52 | 38 | 14 | 10 | 14 | 66 | 64 | +2  |

Legenda:
      Campione di Svizzera e ammessa all'ultimo turno preliminare della UEFA Champions League 2025-2026.
      Ammessa al secondo turno di qualificazione della UEFA Champions League 2025-2026.
      Ammesse al secondo turno di qualificazione della UEFA Europa League 2025-2026.
      Ammesse al secondo turno di qualificazione della UEFA Conference League 2025-2026.
Regolamento:
Tre punti per la vittoria, uno per il pareggio, zero per la sconfitta.
La classifica viene stilata secondo i seguenti criteri:
- Punti conquistati
- Partite vinte
- Differenza reti generale
- Reti totali realizzate
- Reti realizzate fuori casa
- Partite vinte in trasferta
- Spareggio

### Gruppo Retrocessione

#### Classifica
|  | Pos. | Squadra      | Pt | G  | V  | N  | P  | GF | GS | DR  |
|  | ---- | ------------ | -- | -- | -- | -- | -- | -- | -- | --- |
|  | 7.   | Zurigo       | 53 | 38 | 15 | 8  | 15 | 56 | 57 | -1  |
|  | 8.   | San Gallo    | 52 | 38 | 13 | 13 | 12 | 52 | 53 | -1  |
|  | 9.   | Sion         | 44 | 38 | 11 | 11 | 16 | 47 | 57 | -10 |
|  | 10.  | Winterthur   | 40 | 38 | 11 | 7  | 20 | 42 | 67 | -25 |
|  | 11.  | Grasshoppers | 39 | 38 | 9  | 12 | 17 | 43 | 53 | -10 |
|  | 12.  | Yverdon      | 39 | 38 | 9  | 12 | 17 | 40 | 68 | -28 |

Legenda:
  Ammessa allo spareggio promozione-retrocessione.
      Retrocessa in Challenge League 2025-2026.
Regolamento:
Tre punti per la vittoria, uno per il pareggio, zero per la sconfitta.
La classifica viene stilata secondo i seguenti criteri:
- Punti conquistati
- Partite vinte
- Differenza reti generale
- Reti totali realizzate
- Reti realizzate fuori casa
- Partite vinte in trasferta
- Spareggio

## Spareggi

### Spareggio promozione-retrocessione
Allo spareggio sono ammesse l'undicesima classificata in Super League e la seconda classificata in Challenge League.
|              | Risultati |              | Luogo e data          |
| ------------ | --------- | ------------ | --------------------- |
| Grasshoppers | 4 - 0     | Aarau        | Lugano 27 maggio 2025 |
| Aarau        | 1 - 0     | Grasshoppers | Aarau, 30 maggio 2025 |
|              |           |              |                       |

## Statistiche

### Squadre

#### Capoliste solitarie
|    | —— | ——  | ——  | ——     | ——     | —— | —— | —— | ——  | ——  | ——  | ——  | ——  | ——  | ——  | ——     | ——     | ——     | ——     | ——     | ——      | ——      | ——  | ——  | ——  | ——       | ——       | ——       | ——      | ——      | ——      | ——      | ——      | ——      | ——      | ——      | ——      | —— |  |
|    |    | LUG | FCZ | Lugano | Lugano |    |    |    | FCZ | SFC |     |     | FCZ |     | BAS | Lugano | Lugano | Lugano | Lugano | Lugano | Basilea | Basilea | LUG |     |     | Servette | Servette | Servette | Basilea | Basilea | Basilea | Basilea | Basilea | Basilea | Basilea | Basilea | Basilea |    |  |
|    |    |     |     |        |        |    |    |    |     |     |     |     |     |     |     |        |        |        |        |        |         |         |     |     |     |          |          |          |         |         |         |         |         |         |         |         |         |    |  |
|    |    |     |     |        |        |    |    |    |     |     |     |     |     |     |     |        |        |        |        |        |         |         |     |     |     |          |          |          |         |         |         |         |         |         |         |         |         |    |  |
| 1ª | 2ª | 3ª  | 4ª  | 5ª     | 6ª     | 7ª | 8ª | 9ª | 10ª | 11ª | 12ª | 13ª | 14ª | 15ª | 16ª | 17ª    | 18ª    | 19ª    | 20ª    | 21ª    | 22ª     | 23ª     | 24ª | 25ª | 26ª | 27ª      | 28ª      | 29ª      | 30ª     | 31ª     | 32ª     | 33ª     | 34ª     | 35ª     | 36ª     | 37ª     | 38ª     |    |  |

### Individuali

#### Classifica marcatori
| Gol |  |  | Giocatore           | Squadra        |
| --- |  |  | ------------------- | -------------- |
| 18  |  |  | Xherdan Shaqiri     | Basilea        |
| 15  |  |  | Dereck Kutesa       | Servette       |
| 14  |  |  | Willem Geubbels     | San Gallo      |
| 14  |  |  | Miroslav Stevanović | Servette       |
| 13  |  |  | Kevin Carlos        | Basilea        |
| 13  |  |  | Bénie Traoré        | Basilea        |
| 12  |  |  | Alvyn Sanches       | Losanna        |
| 11  |  |  | Christian Fassnacht | Young Boys     |
| 10  |  |  | Thibault Klidje     | Lucerna        |
| 10  |  |  | Albian Ajeti        | Basilea        |
| 9   |  |  | Donat Rrudhani      | Lucerna        |
| 9   |  |  | Benjamin Kololli    | Basilea/Sion   |
| 9   |  |  | Anto Grgić          | Lugano         |
| 9   |  |  | Adrian Grbić        | Lucerna        |
| 9   |  |  | Philip Otele        | Basilea        |
| 8   |  |  | Antonio Marchesano  | Zurigo/Yverdon |
| 8   |  |  | Enzo Crivelli       | Servette       |
| 8   |  |  | Matteo Di Giusto    | Winterthur     |
| 8   |  |  | Cedric Itten        | Young Boys     |
| 7   |  |  | Renato Steffen      | Lugano         |
| 7   |  |  | Joël Monteiro       | Young Boys     |
| 7   |  |  | Juan José Perea     | Zurigo         |
| 7   |  |  | Christian Witzig    | San Gallo      |
| 7   |  |  | Lars Villiger       | Lucerna        |
| 7   |  |  | Noë Dussenne        | Losanna        |
| 7   |  |  | Mamadou Kaly Sene   | Losanna        |
| 7   |  |  | Steven Zuber        | Zurigo         |
| 7   |  |  | Marley Aké          | Yverdon        |
| 7   |  |  | Fousseni Diabaté    | Losanna        |
| 7   |  |  | Nikolas Muci        | Grasshoppers   |
| 7   |  |  | Teddy Okou          | Losanna        |